# اتحادیه فوتبال اسلوونی
اتحادیه فوتبال اسلوونی (اسلوونیایی: Nogometna zveza Slovenije یا NZS) نهادی در اسلوونی است که تیم‌های ملی فوتبال مردان و زنان را سازماندهی می‌کند؛ و همچنین برگزارکننده لیگ برتر فوتبال اسلوونی است. رئیس فعلی آن Aleksander Čeferin می‌باشد که از سال ۲۰۱۱ در این سمت حضور دارد.

## رئیس‌های فدراسیون
- Danijel Lepin ۱۹۴۸–۵۰
- Martin Greif ۱۹۵۰–۵۲
- Franc Sitar ۱۹۵۲–۵۴
- Jože Grbec ۱۹۵۴–۵۸
- Stane Lavrič ۱۹۵۸–۶۲
- Stane Vrhovnik ۱۹۶۲–۶۸
- Roman Vobič ۱۹۶۸–۷۰
- Jože Snoj ۱۹۷۰–۷۳ و ۱۹۷۶–۷۸
- Tone Florjančič ۱۹۷۳–۷۶
- Miro Samardžija ۱۹۷۸–۸۱
- Boris Godina ۱۹۸۱
- Branko Elsner ۱۹۸۲–۸۵
- Marko Ilešič ۱۹۸۵–۸۹
- Rudi Zavrl ۱۹۸۹–۲۰۰۹
- Ivan Simič ۲۰۰۹–۱۱
- Aleksander Čeferin ۲۰۱۱–